# Justynian (Chira)
Justynian, imię świeckie Ioan Chira (ur. 28 maja 1921 w Plopis, zm. 30 października 2016 w Baia Mare) – rumuński biskup prawosławny.

## Życiorys
Pochodzi z pobożnej rodziny chłopskiej. W latach 1934–1936 uczył się w liceum prawosławnym w Klużu-Napoce. W 1941 wstąpił jako posłusznik do monasteru św. Anny w Rohii. Rok później w tym samym klasztorze złożył wieczyste śluby mnisze, przyjmując imię zakonne Justynian. 15 sierpnia 1942 został wyświęcony na hierodiakona, zaś 17 kwietnia 1943 przyjął święcenia kapłańskie z rąk biskupa Vadu, Feleacu i Klużu Mikołaja. Mimo złożonych ślubów mniszych w 1942 został przymusowo zmobilizowany do armii węgierskiej, w której pozostawał do marca 1943, stacjonując w Miszkolcu. W 1944, po powrocie do monasteru, został mianowany jego przełożonym i pozostawał nim do 1973.
Kierując klasztorem, mnich Justynian uzyskał wykształcenie teologiczne: w 1963 ukończył seminarium w Klużu, zaś w 1968 – studia na wydziale teologicznym uniwersytetu w Sybinie. W 1967 otrzymał godność archimandryty za wysiłki włożone w rozwój życia duchownego w monasterze w Rohia oraz przeprowadzone w nim prace budowlane.
W 1973 został wyświęcony na biskupa pomocniczego archieparchii Vadu, Feleac i Klużu. W 1990 mianowano go ordynariuszem eparchii Maramureszu i Sătmaru. Z uwagi na wcześniejszą pracę na rzecz Cerkwi otrzymał godność arcybiskupią.
Autor publikacji teologicznych.
Na urzędzie biskupa pozostał do śmierci w 2016.